# Domnin d'Avrillé
 (août 2025).
Si vous disposez d'ouvrages ou d'articles de référence ou si vous connaissez des sites web de qualité traitant du thème abordé ici, merci de compléter l'article en donnant les références utiles à sa vérifiabilité et en les liant à la section « Notes et références ».
Saint Domnin d'Avrillé est un jeune martyr du IIIe siècle, qui est reconnu comme Saint par l'Église Catholique. Fête le 16 juillet. 

## Vie
Domnin serait originaire de la ville de Nicomédie, en Turquie. Il aurait été martyrisé au IIIe siècle, durant son enfance à Avrillé, en Vendée, ou à Avrilly, en Normandie ou encore à Champdieu dans la Loire.  

## Vénération
Domnin fut reconnu comme Saint et martyr par l'Église catholique. 
Il est vénéré au Puy-en-Velay, où se trouvent ses reliques, en la Cathédrale Notre-Dame-de-l'Annonciation. 
Il est fêté le 16 juillet.